# Ле Стрейндж, Эвбул, барон Стрейндж
Эвбул ле Стрейндж (англ. Eubulus le Strange; умер 8 сентября 1335) — английский аристократ, первый и единственный барон Стрейндж с 1326 года. Второй муж Элис де Ласи, 4-й графини Линкольн.

## Биография
Предположительно Эвбул был вторым сыном Джона ле Стрейнджа, 1-го барона Стрейнджа из Нокина, и Элеоноры де Монт. В молодости он принадлежал к аристократической оппозиции во главе с графом Томасом Ланкастерским ( двоюродным братом короля Эдуарда II) и в 1313 году получил помилование. В 1324 году ле Стрейндж женился на вдове Томаса Элис де Ласи, графине Линкольн в своём праве (suo jure). По-видимому, это был брак по любви. Ле Стрейндж называл супругу в документах не иначе как «дорогая и любящая спутница» и не претендовал на земли, принадлежавшие ей до конфискаций. Тем не менее король добился от него и от графини письменного отказа от такого рода претензий.
В 1326 году, когда Эдуард II был свергнут, ле Стрейндж стал рыцарем-баннеретом и был приглашён в парламент как лорд (вызов датирован 3 декабря). В 1327 и 1332/33 годах его вызывали на войну с Шотландией. В 1330 году сэр Эвбул помог юному Эдуарду III свергнуть королеву-мать Изабеллу и её любовника Роджера Мортимера и в награду получил часть земель, принадлежавших прежде его жене. В ряде документов тех лет его именуют граф Линкольн. 
Барон умер в 1335 году во время очередного похода в Шотландию. Детей он не оставил, так что его титул больше не использовался. Сэра Эвбула похоронили в аббатстве Барлинг. Его вдова дала обет целомудрия, но спустя всего несколько месяцев была похищена и принуждена к браку с Хью де Фрейном. Овдовев в третий раз, графиня снова дала обет целомудрия. Её похоронили рядом с ле Стрейнджем (1348).